# حمض زوليدرونيك
حمض الزوليدرونيك(بالإنجليزية: Zoledronic acid)‏ يعرف ايضاً بأسم زوليدرونات ويسوق تحت الاسم التجاري ريكلاست، ينتمي إلى مثبطات ارتشاف العظم bone resorption inhibitors،البايفوسفونيت.، هو دواء يستخدم لعلاج عدد من أمراض العظام. وهذا يشمل هشاشة العظام، وارتفاع الكالسيوم في الدم وانهيار العظام(بالإنجليزية: Osteolytic lesion)‏ بسبب السرطان، ومرض بادجيت في العظام. يتم إعطاءه عن طريق الحقن في الوريد.

## الآثار الجانبية
تشمل الآثار الجانبية الشائعة الحمى وآلام المفاصل وارتفاع ضغط الدم والإسهال والشعور بالتعب، غثيان أو تقيؤ،و فقدان الشهية. قد تشمل الآثار الجانبية الخطيرة مشاكل في الكلى ، وانخفاض الكالسيوم في الدم، وتنخر العظم في الفك. قد يؤدي الاستخدام أثناء الحمل إلى إلحاق الضرر بالطفل. ) يعمل عن طريق منع نشاط خلايا ناقضة العظم وبالتالي يقلل من انهيار العظام.
تمت الموافقة على حمض الزوليدرونيك للاستخدام الطبي في الولايات المتحدة في عام 2001.]]. على قائمة منظمة الصحة العالمية للأدوية الأساسية.

## الاستخدام
طريقة الاستخدام :بالنسبة لترقق العظام يعطى عن طريق الحقن ويسرب الدواء لداخل الوريد لمدة 15 دقيقة مرّة بالسنة أو مرّة بـ 3 - 4 أسابيع.أما لعلاج النقائل بالعظام 4) ملغم بتسريب للوريد لمدة 15 دقيقة، مرة ب 3 – 4 أسابيع.